# Dibuixos animats com a propaganda bèl·lica
L'ús de dibuixos animats com a propaganda bèl·lica data de la Segona Guerra Mundial, tot i que hi ha precedents en curtmetratges britànics de la Primera Guerra Mundial. La Propaganda de guerra sempre ha estat un motor essencial per convèncer a la població en favor del conflicte bèl·lic, i l'ús de propaganda en els dibuixos animats és tan antic com el propi mitjà. A partir de la Segona Guerra Mundial, especialment, es van desenvolupar molts mecanismes comunicatius per arribar a les ments de tots els ciutadans gràcies als avenços tecnològics que es van produir durant el segon quart del segle xx. Un mecanisme comunicatiu van ser les produccions audiovisuals (pel·lícules, curtmetratges, etc.), però va haver un sector en concret que es va sobredimensionar d'una manera radical degut a la seva naturalesa poc lligada al bel·licisme, els Dibuixos animats.
Va haver diverses productores amb productes d'animació que van simpatitzar amb la guerra i van participar-hi fent propaganda bèl·lica amb el seu contingut. Algunes d'aquestes productores són la Walt Disney Studios i la Warner Bros (que van produir sèries animades a càrrec del Govern dels Estats Units), Soiuzmultfilm (per part dels soviètics), la Universum Film AG (per part dels nazis) i Shochiku (per part dels japonesos).

## Segona Guerra Mundial

### Walt Disney Studios

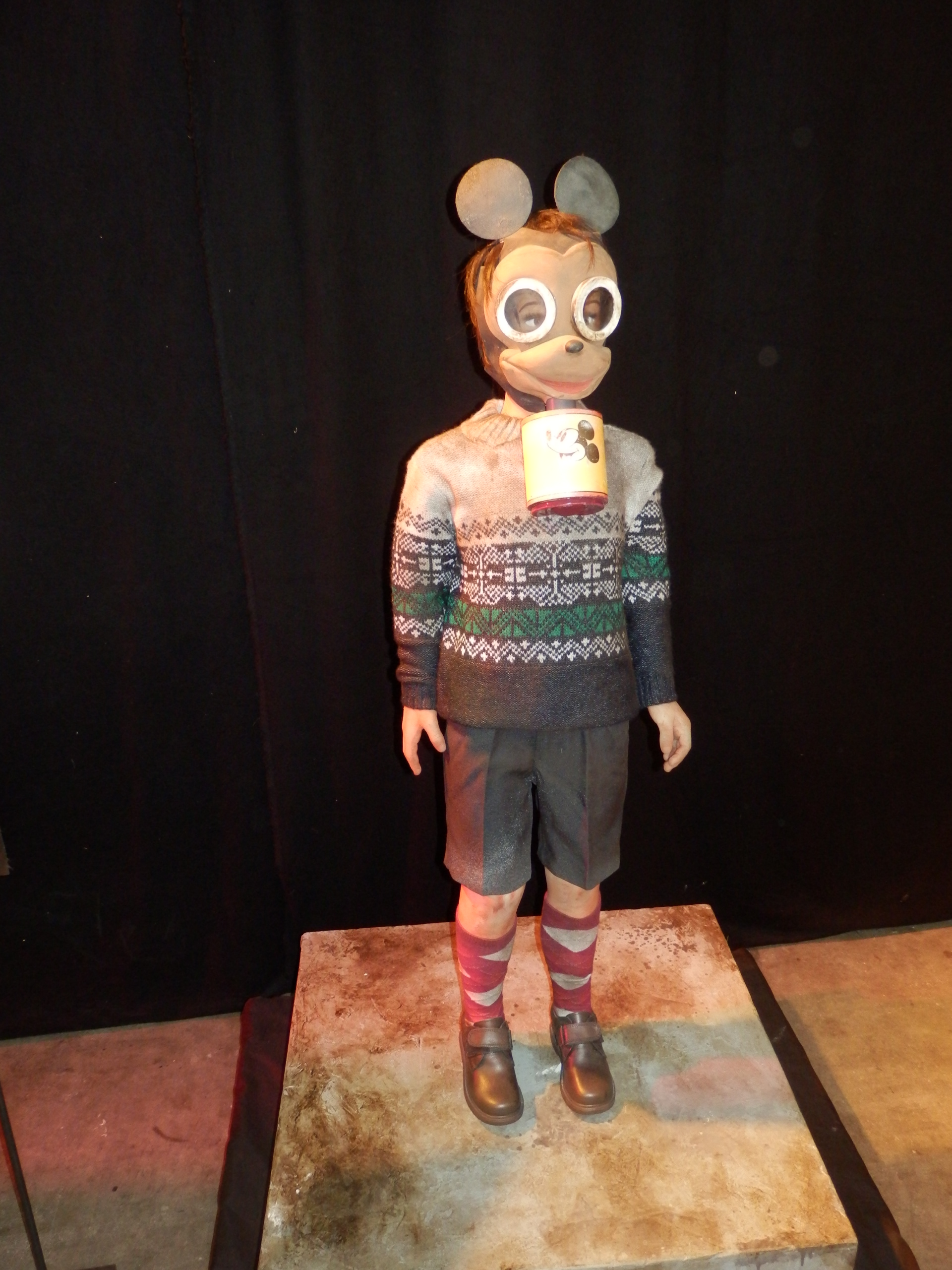
Recreació d'una màscara de gas, amb forma del personatge Mickey Mouse, que aleshores estava al mercat.

Aquesta productora és la que tenia més fama a nivell mundial en aquell temps i els seus personatges havien guanyat un paper emblemàtic dins del món dels dibuixos animats (Fèlix el gat, Mickey Mouse, l'Ànec Donald, etc.), aleshores la població estava molt familiaritzada amb aquesta productora. D'aquesta manera, és lògic que el govern dels Estats Units li manés una sèries de produccions a mode de propaganda bèl·lica. Aquestes tenien una forta càrrega antinazi i el màxim exponent de les produccions de l'època fou Der Fuehrer's Face (El rostre del Führer). El curt tracta sobre un malson que té l'Anec Donald on viu el dia a dia en l'Alemanya nazi, alimentant-se escassament a través del racionament de menjar i treballant en una fàbrica taylorista que recorda a Modern Times (Temps moderns) de Charles Caplin, finalment es desperta i abraça una figuerta de l'Estàtua de la Llibertat en referència patriòtica a favor dels Estats Units. També es realitzaren curtmetratges enfocats a la venda de bons de guerra i recaptar més impostos, com The New Spirit i The Spirit of 43.
Les produccions tenien un aspecte d'entreteniment i no només anaven dirigits al públic infantil, també havien guanyat popularitat entre el públic adult. No obstant, la intenció de les animacions era enviar missatges patriòtics, motivadors per la moral bel·licista, convèncer a la població d'allistar-se a l'exèrcit i, sobretot, ridiculitzar i endemonitzar l'enemic (els nazis).
Una companyia que produïa mascaretes de gas anomenada Sun Rubber Company va introduir al mercat unes mascaretes amb forma de Mickey Mouse, amb la intenció de normalitzar el fet de posar-se aquesta protecció en moments d'atac.

#### Filmografia probel·licista
- The Thrifty Pig (remake de Els tres porquets), 1941.
- Sky Trooper, 1942.
- Education For Death, 1943.
- Der Fuehrer's Face, 1943.
- Reason and Emotion, 1943.
- Chicken Little (versió antinazi), 1943.
- Commando Duck, 1944.[4]

### Warner Bros Cartoons

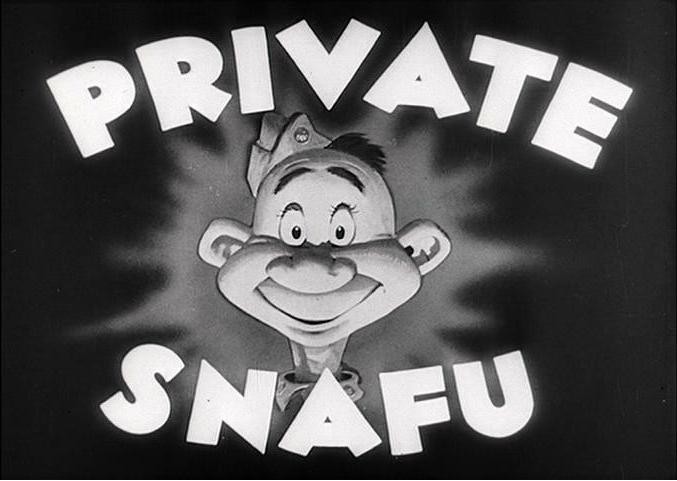
Portada de la sèrie d'animació Private Snafu (1943).

Warner Bros. Cartoons, va ser fundada com a Leon Schlesinger Productions i era qui realitzava les sèries d'animació Looney Tunes i Merrie Melodies per a la superproductora Warner Bros, que finalment va adquirir la productora. Durant la Segona Guerra Mundial, l'exèrcit va encomanar a aquesta companyia la producció d'una sèrie animada anomenada Private Snafu. El seu personatge principal, Snafu, va ser creat pel director Frank Capra, qui aleshores era el President de la Unitat Cinematogràfica de les Forces Armades. Els dibuixos anaven dirigits al públic adult i donaven instruccions d'adoctrinament militar per a aquells que estaven servint a l'Exèrcit. Primordialment, servien per moralitzar al servei i reforçar el seu patriotisme.
A més, Warner Bros no només va participar en la remoralització de la població estatunidenca per la caus bèl·lica, també va promoure la demonització de l'enemic, els nazis, com estava fent el seva productoca rival.

#### Filmografia probel·licista
- The Ducktators (joc de paraules amb duck, pels ànecs protagonistes, i tators en referència als dictadors de l'Eix Roma-Berlín), 1942.
- Scrap Happy Daffy (promovia la col·laboració de la ciutadania per la creació de munició), 1943.
- Falling Hare (Bugs Bunny combatent un Gremlin, una criatura-llegenda de la Royal Air Force), 1943.
- Commando Daffy (demostració de com les forces de l'Eix estaven sent vençudes), 1943.
- Private Snafu (adoctrinament i remoralització militar), 1943.
- Mr. Hook (adoctrinament militar cap al servei de la marina), 1943.[7]

### Soiuzmultfilm
Soiuzmultfilm va ser la productora d'animació russa, fundada l'any 1936, encarregada de produir els curts de propaganda bèl·lica durant la Segona Guerra Mundial a la URSS. A diferència dels estatunidencs, els curts dels soviètics només tractaven sobre l'antinazisme i pretenien demonitzar l'enemic, a més de venerar els òrgans militars nacionals com els Falcons de Stalin. Els americans caricaturitzaven i ridiculitzaven els líders fascistes en les seves produccions (p.ex. Der Fuhrer's face), al contrari dels soviètics que els representaven com a monstres o porcs. Això es pot traduir com un reflexe del context real que estaven vivint els eslaus, la URSS havia sigut ocupada pels nazis, mentres que els Estats Units no van passar per aquest cop tan dur.

#### Filmografia
- Jishiniki (Els voltors), 1941.
- Nie toptat fashistkomu sapogu nashei Rodini (Les botes feixistes no trepitjaran la nostra pàtria), 1941.
- Zhurnal Politstiri №2 (El noticiari polític Nº2), 1941.
- Strike the Enemy on the Front Lines and at home (Ataca l'enemic al front i a casa), 1941.
- A Mighty handshake (Una encaixada de mans), 1941.
- What Hitler wants? (Què vol Hitler?), 1941.
- Кino-tsirk (Cine-circ), 1942.

### Les animacions nazis
Adolf Hitler i el seu Ministre de Propaganda, Joseph Goebbels, eren grans admiradors de les produccions de Walt Disney, i durant el III Reich van decidir fundar una productora similar per fer competència a l'estatunidenca. Aquestes expectatives mai es van arribar a complir. Moltes productores es van posar en marxa per aconseguir aquest repte patriòtic, però la que fou la mà dreta del Govern fou la Universum Film AG. El ministeri de propaganda va crear una productora subsidiària d'Universum dedicada exclusivament a la producció de dibuixos animats. Va rebre el nom de Deutsche Zeichenfilm GmbH i va estar activa entre 1941 i 1944. Les animacions, majoritàriament, no tenien la intenció de promoure l'allistament a l'exèrcit o l'endemonització de l'enemic, en canvi, servien d'altaveu de l'ideari nacionalsocialista que es podia llegir al Mein Kampf, com l'anitsemitisme, la promoció de la pseudo-ciència del racisme exhaltant la suposada raça ària i les tres "K" de la dona (Kinder, Küche, Kirche; nens, cuina, església).

#### Filmografia probel·licista
- Der Storenfried (El pocasoltes), 1940.[11]
- Armer Hansi (Pobre Hansi), 1943.[11]
- Van Den Vos Reynaerde (Reynard la guineu), 1943.[11]
- Das dumme Gänslein (L'oca ximpleta), 1944.[11]

### Altres països
A la Gran Bretanya, Halas & Batchelor destaca com el major productor d'animació amb contingut propagandístic. Altres estudis també feren pel·lícules animant a la gent a allistar-se a l'exèrcit, o propaganda dirigida a les colònies de l'Orient Mitjà. El primer curtmetratge d'animació grec, estrenat el 1945, és una paròdia de Benito Mussolini. També trobem temàtica pacifista i antifeixista a produccions txecoslovaques del 1945.
Pel que fa a altres països, destaca el cas del Japó i la Xina. En el cas del país nipó, la Marina japonesa encarrega la realització del migmetratge Momotarō no Umiwashi, el 1942, i la seqüela Momotarō: Umi no Shinpei, que seria el primer llargmetratge d'animació del país, estrenat el 1945. En el cas de la Xina, el sorgiment de la propaganda animada va lligat a l'evolució de la ciutat de Xangai, on hi havia el cor de la indústria cinematogràfica xinesa. Arran de l'incident de Xangai del 1932, es produeix un gir patriòtic en la temàtica dels curtmetratges d'animació fets al país. Cinc anys després, el 1937, amb l'ocupació de Xangai, els estudis de cinema fugen a Wuhan i Chongqing. Allà es fan els primers curtmetratges propagandístics de la història del país, per a l'Exèrcit Nacional Revolucionari.
En aquell període, la indústria de l'animació xinesa s'ubica en l'òrbita de l'esquerra política, i en finalitzar la Segona Guerra Sinojaponesa, els comunistes continuaran la tradició amb dos pel·lícules propagandístiques, El somni de l'emperador i Weng Zhong Zhuo Bie.

## Altres conflictes
Durant la Guerra del Vietnam, els dos bàndols feren propaganda. Del costat de Vietnam del Nord, el 1960 apareix el primer curtmetratge d'animació del país, dirigit per Le Minh Hien i Truong Qua. Durant el conflicte, la meitat de les produccions del Hanoi Cartoon Studio foren de propaganda. Pel que fa als Estats Units, els dibuixos animats de l'època tractaren temàtica bèl·lica, però de manera indirecta, defugint les referències directes al Vietnam. A més, influits per la contracultura de l'època, també hi hagueren produccions pacifistes. Un dels pocs films pacifistes en fer referència directa a la guerra és el curtmetratge underground Mickey in Vietnam, estrenat a un festival artístic.
Durant les Guerres Iugoslaves, el bàndol croata va utilitzar el cinema d'animació per a fer propaganda. El curtmetratge Croatia 90, 91, 92, emés internacionalment, va comptar amb la participació de Tomislav Mikulić i Dalibor Jelavić.

## Propaganda en temps de pau
Durant la Guerra Freda, la United States Information Agency va crear a Mèxic l'estudi Dibujos Animados SA, dedicat a la creació de propaganda anticomunista. També s'ha assenyalat l'adaptació cinematogràfica de Rebel·lió a la granja, produïda per l'estudi britànic Halas & Batchelor a la dècada del 1950, com un exemple de cinema propagandístic. Els Estats Units finançaren produccions anticomunistes països com Tailàndia, i produïren localment curtmetratges com Make Mine Freedom.
A la Unió Soviètica, algunes de les produccions de Soiuzmultfilm van contindre contingut ideològic en diferents mesures. En el cas de Txecoslovàquia, s'ha interpretat que Ruka, la darrera obra de Jiří Trnka, és una crítica al sistema comunista, i va ser prohibida al país després de l'ocupació posterior a la Primavera de Praga.
Pel que fa a la República Popular de la Xina, el govern era molt laxe amb la indústria del cinema d'animació, la qual cosa els permetia gran llibertat creativa. No hi hagué contingut ideològic fins a la Revolució Cultural, que fou una etapa amb poques produccions. Amb la caiguda de la Banda dels Quatre, la producció tornaria a la normalitat. D'altra banda, la sèrie de dibuixos animats més longeva de Corea del Nord, Esquirol i Eriçó, destaca pel seu contingut militarista i antiamericà.